# 小行星4091
小行星4091（英語：4091 Lowe）是一颗围绕太阳公转的小行星。1986年10月7日，愛德華·鮑威爾在可可尼诺县发现了此天体。
这颗小行星的绝对星等为196.71195等。